# 沼田静治
沼田 静治（ぬまた せいじ、1851年5月14日〈嘉永4年4月14日〉 - 没年不明）は、日本の実業家、兵庫県の大地主。志方銀行頭取。国包銀行取締役。広尾金融社長。族籍は兵庫県平民。

## 人物
兵庫県人・沼田惣左衛門の長男。1870年、家督を相続する。住所は兵庫県印南郡東志方村（現・志方町）。

## 家族
沼田家
- 父・惣左衛門[1][5]
- 妻・ふき（1857年 - ?、兵庫、岡本保左衛門の妹）[5]
- 二男・十郎（1883年 - ?、志方銀行頭取）[8] - 1926年、家督を相続する[8]。
- 三男[5]
- 四男[5]
- 孫[5]